# Los Angeles közlekedése
Los Angeles közlekedése igen sokszínű. Található itt busz, magasvasút, autópálya stb. A forgalmi dugók a városban mindennaposnak számítanak, a sűrű út- és tömegközlekedési-hálózat ellenére is.

## Légi közlekedés

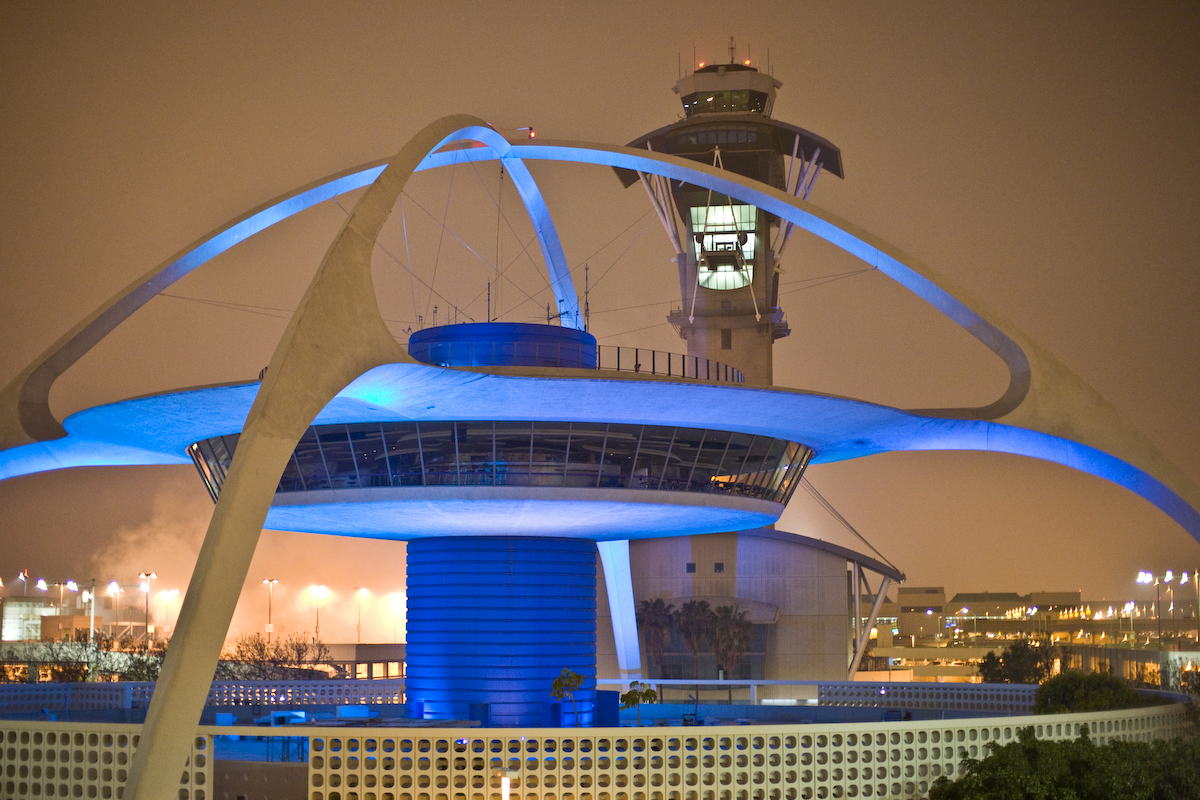
A LAX irányítótornya

A város fő repülőtere a Los Angeles-i nemzetközi repülőtér (angol nevén: Los Angeles International Airport), amit sokszor csak LAX-ként (ICAO: KLAX; IATA: LAX) szoktak emlegetni. 2006-ban több mint 61 millió utast fogadott, cargo forgalma pedig meghaladta a 2 millió tonnát. Ez a világ harmadik legforgalmasabb reptere a londoni Heathrow-t és a chicagói O'Hare-t követően.
Öt kisebb repülőtér is található a városban, melyek közül valamennyi kifutópályájának hossza meghaladja a Boeing 737-es landolásához szükséges másfél kilométert. Közülük is a két legforgalmasabb az Ontario International és a Bob Hope; mindkét repülőtér gépmozgásainak száma 2006-ban meghaladta a százharmincezret.
A város repülőterei:
- Ontario International Airport (2006-ban több mint 7.000.000 fő volt az utasforgalma) (ICAO: KONT; IATA: ONT)
- Bob Hope Airport (ICAO: KBUR; IATA: BUR)
- Long Beach Airport (ICAO: KLGB; IATA: KLGB)
- John Wayne Airport (ICAO: KSNA; IATA: SNA)
- Palmdale Regional Airport (ICAO: KPMD; IATA: PMD)
- Van Nuys Airport (A világ 3-ik legforgalmasabb kisgépes repülőtere) (ICAO: KVNY; IATA: VNY)

## Vízi közlekedés
A Los Angeles-i Kikötő a belvárostól 30 km-re, délre található. Ez a világ egyik legnagyobb kikötője, mivel területe közel 30 km2, partvonala 69 km (összehasonlításként: kicsivel több, mint a Budapest - Tatabánya távolság). A kikötőhöz 4 híd is tartozik:
- Vincent Thomas-híd
- Henry Ford-híd
- Gerald Desmond-híd
- Commodore Schuyler F. Heim-híd

## Vasúti közlekedés

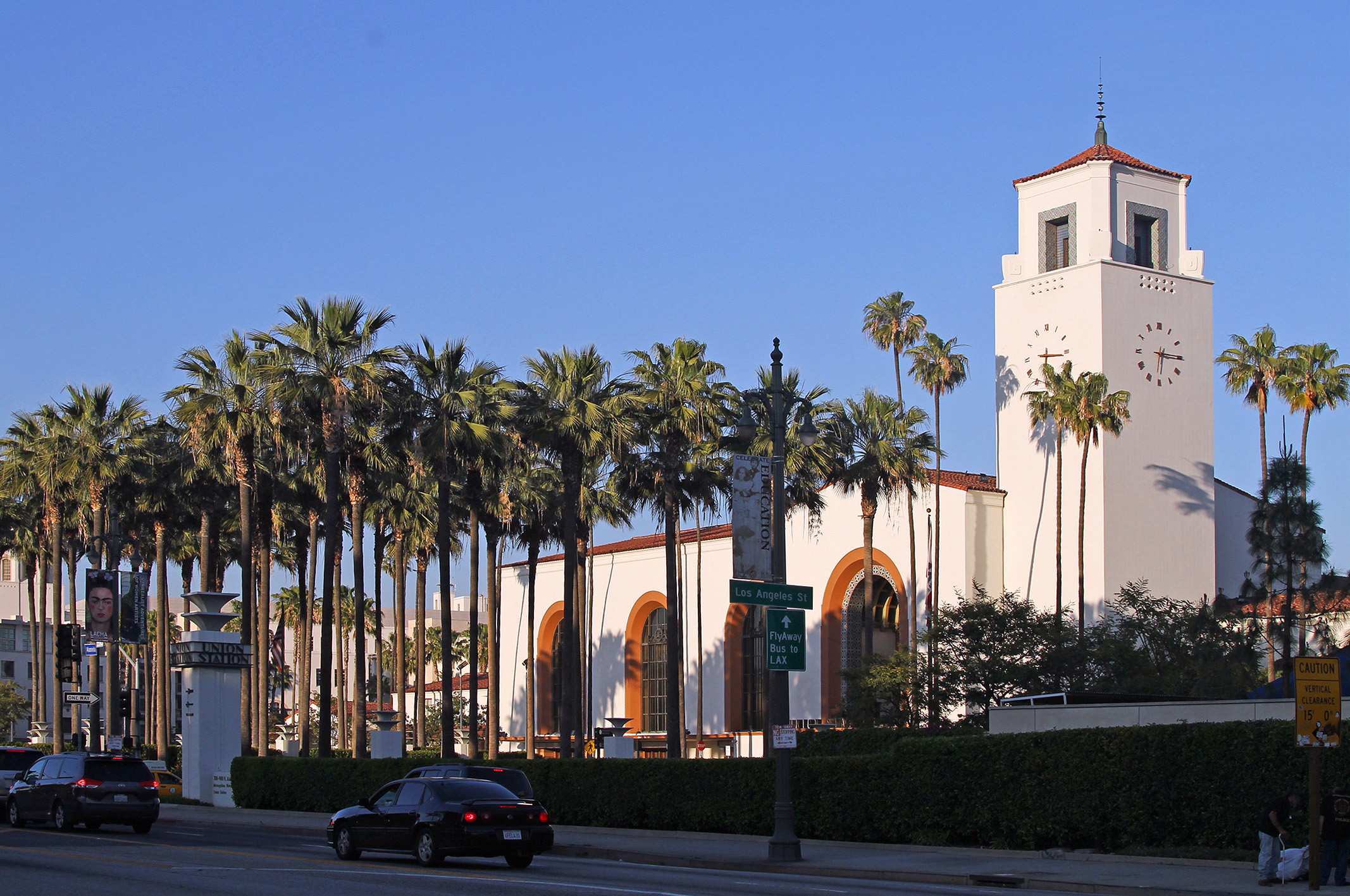
A Union Station az utcafront felől

A város legfőbb pályaudvara a Union Station, mely 2006-ban az Amtrak ötödik legforgalmasabb pályaudvara lett, ugyanis több mint 1 464 289 utas szállt le vagy fel itt 2006-ban.. Az Amtrak-on kívül a Metrorail és a Metrolink is használja az állomást. Innen óránként indulnak vonatok San Diego felé, naponta Chicago és Seattle felé, hetente háromszor pedig Orlando (FL) felé.
A hatalmas teherforgalomnak köszönhetően a Union az USA legforgalmasabb vasúti cargo csomópontja. A teherszállítást a Union Pacific, a Southernc Pacific és a BNSF végzi.

## Közúti közlekedés

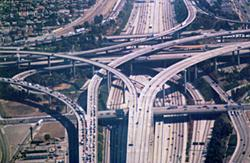
A világ legnagyobb és legforgalmasabb csomópontja, a Harry Pregerson bíró autópálya-csomópont

A város közúti hálózata rendkívül fejlett, ennek ellenére a dugók és a fennakadások mindennapos, sőt, mindenperces jelenségnek számítanak a városban. A várost érintik Interstate-, állami-, valamint US-autópályák:
A csúcsidő 6 és 11, valamint 15 és 21 óra közé tehető mindennap, beleértve az ünnepnapokat is. Ilyenkor az utakon szinte mozdulni sem lehet és a várost egy messziről igen csak jól látható szmog-felhő keríti be, levegője ennek ellenére (viszonylag) tisztának mondható. Egy 2006-os felmérés alapján egy átlagos utazás autóval a lakóhely és a munkahely között alig több, mint 29 perc. 2005-ben az Államok legforgalmasabb városának nevezték ki.
A városban olyan világhíres utak találhatók, mint például: Broadway, Hollywood Boulevard és a Victoria Boulevard (a Boulevard szó magyar jelentése megegyezik a sugárúttal). Ezek mellett a város tele van kisebb-nagyobb utcákkal, utakkal, sugárutakkal és autópályákkal.

## Gyalogosközlekedés

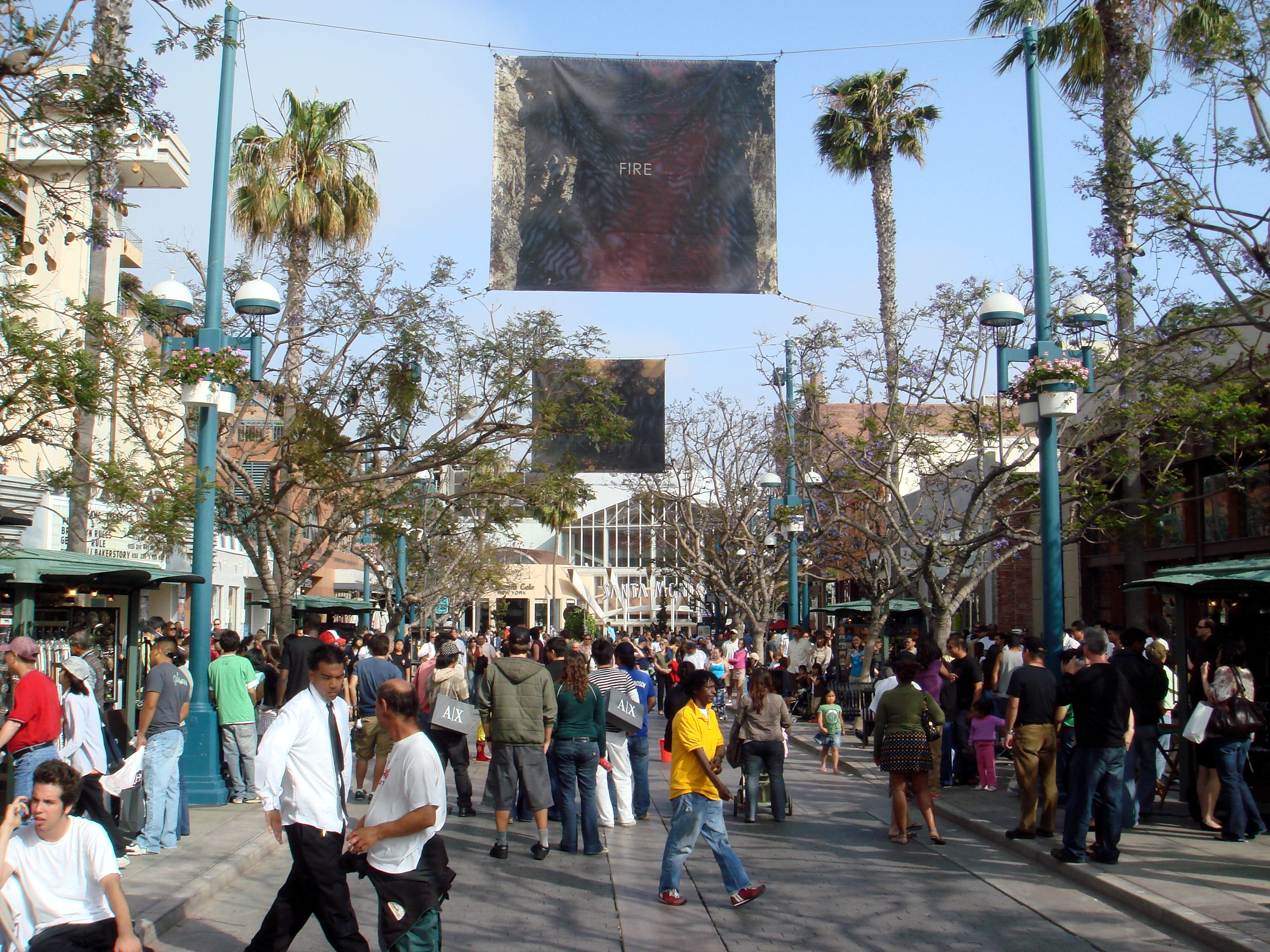
Sétáló emberek a Harmadik utcán, Santa Monica városrészben

A közel 3,85 millió főt számláló lakosságnak csak a 3,6%-a (megközelítőleg 138 600 fő) közlekedik gyalog, ami a többi nagyvárosokhoz képest rendkívül alacsony szám. A gyalogos közlekedés robbanásszerű fejlesztése az 1980-as években indult el, amikortól rengeteg sétálóutcát adtak át és a város járdafelületeinek mértéke megtöbbszöröződött; a gyalogos járdafelületek hossza meghaladja a 17 000 kilométert.